# Topolino presenta: La Strada
Topolino presenta: La Strada, sottotitolata Un omaggio a Federico Fellini, è una storia a fumetti Disney pubblicata per la prima volta su Topolino n. 1866 del 1º settembre 1991. Gli autori dell'opera sono lo sceneggiatore Massimo Marconi e il disegnatore Giorgio Cavazzano.

## Trama
Marzo 1956. Giulietta Masina telefona a suo marito Federico Fellini da Hollywood, per comunicargli che il suo film La strada è in corsa per ricevere l'ambito Premio Oscar. Con riluttanza, il celebre regista si imbarca in volo per l'America e qui fa la conoscenza di un bambino appassionato lettore di Topolino, che gli passa un albo dei suoi.
Fellini inizia a leggerlo, ma ben presto cade in un sonno profondo e sogna che il suo film venga interpretato dai personaggi Disney: Minnie è Gelsomina, Zampanò è Gambadilegno e Topolino è il Matto.
La lavorazione del film prosegue tra mille avventure finché, presi dalla loro rivalità, Gambadilegno e Topolino non finiscono per prendersi a botte, rovinando il film e causando la disperazione di Minnie. A questo punto Fellini si sveglia e si ritrova già a destinazione, dove sua moglie lo attende; i due però non si recano subito a Hollywood, ma fanno tappa a Disneyland su invito di Walt Disney: qui Fellini vede scene surreali e ritrova i personaggi del suo sogno; viene infine accolto da un suo sosia che si rivela essere Walt in persona.

## Storia editoriale
Questa storia nacque su una proposta del critico cinematografico Vincenzo Mollica. Minnie, Gambadilegno e Topolino vi appaiono con l'aspetto grafico che avevano negli anni trenta, epoca in cui si ambienta il film di Fellini: pare che fu la stessa Giulietta Masina a suggerire che queste fossero le vesti ideali per far loro interpretare i suoi personaggi. Nella storia, inoltre, ci sono anche comparsate di Pippo, Basettoni e altri personaggi.
Il prologo e l'epilogo della storia sono ispirati a episodi realmente accaduti (anche se nella realtà avvennero in distinti momenti): la nomination all'Oscar de La Strada, poi vinto, e la visita a Disneyland di Fellini e sua moglie. Il regista amava raccontare come Walt Disney li avessi accolti vestito con una divisa coloratissima, e avesse inscenato persino una rissa in un saloon per divertirli: quest'ultima scena è parzialmente ricalcata nella storia a fumetti, compreso il gesto di Walt che intima a Fellini di star giù per evitare gli spari e le frecce.
La coppia fu entusiasta di questo omaggio, e inviò alla redazione di Topolino un disegno originale di Fellini con testo scritto da sua moglie:
In una delle sue ultime interviste, inoltre, asserì che avrebbe molto gradito un Topolino/Marcello e una Minnie/Anita nel remake de La Dolce Vita.